# Francesco Patton
Francesco Patton, O.F.M. (Vigo Meano, 23 de dezembro de 1963), é um frade franciscano italiano, foi Custódio da Terra Santa entre 2016 a 2025.

## Biografia
Francesco Patton entrou na Ordem Franciscana em 7 de setembro de 1983 e fez seus primeiros votos. Em 4 de outubro de 1986 emitiu a profissão na província de San Antonio e, após a formação teológica, foi ordenado sacerdote em 26 de maio de 1989. Em 1993 formou-se em Ciências da Comunicação pela Pontifícia Universidade Salesiana de Roma.
Ele ocupou vários cargos em sua ordem, incluindo Secretário Geral do Capítulo Geral em Roma (2003, 2009), Visitador Geral (2003), Superior Provincial de St. Vigil em Trento (2008-2016) e Presidente da Conferência dos Provinciais Superiores da Itália e Albânia (COMPI). Ele também desempenhou várias tarefas fora de sua ordem, incluindo o conselho sacerdotal e pastoral na Arquidiocese de Trento e a imprensa diocesana, rádio e televisão. Foi também professor de comunicação social no Studio Teologico Accademico Tridentino.
Francesco Patton foi eleito Custódio da Terra Santa pelo Definitório Geral, órgão supremo dos franciscanos em Roma, e nomeado por decreto da Santa Sé em 20 de maio de 2016. É o Superior canônico da Custódia da Terra Santa e tem o título de Custódio (= Guardião) da Terra Santa. Em 29 de abril de 2022, o Papa Francisco confirmou sua reeleição como Custódio da Terra Santa.
Além do italiano, Patton também fala inglês e espanhol.